# 恋愛時代 (映画)
『恋愛時代』（伊: Giorni d'amore、英: Days of Love）は1954年のイタリアの映画。監督はジュゼッペ・デ・サンティス、出演はマルチェロ・マストロヤンニなど。

## キャスト
※括弧内は日本語吹替（テレビ版・初回放送1964年6月1日『テレビ名画座』）
- パスカーレ：マルチェロ・マストロヤンニ（桑原毅）
- アンジェラ：マリナ・ヴラディ（野村道子）
- オレステ：リュシアン・ギャラス（牧逸夫）
- ピエトロ：ジュリオ・カリ
  - その他吹替：丘みどり

## スタッフ
- 監督：ジュゼッペ・デ・サンティス
- 脚本：ジュゼッペ・デ・サンティス、リベロ・デ・リベロ、エリオ・ペトリ、ジャンニ・プッチーニ
- 撮影：オテッロ・マルテッリ
- 音楽：マリオ・ナシンベーネ